# 中国铁路PL2型蒸汽机车
PL2型蒸汽机车是中国铁路一款调车用途煤水车式蒸汽机车，前身为南满州铁道Pureni（プレニ）型。

## 历史
南满洲铁道针对大连港码头线铁路调车，于1933年设计并于1935年由日本车辆和大连机械制造超过20辆的プレニ型机车。大连港码头线最小曲度半径只有 75 米，为了强化曲线通过性能，故动轮固定轴距相当短，只有2940毫米。外观上亦与以往美国风格不同，而将汽包与沙箱结合包覆于同一突出结构置于锅炉之上，类似于日本國鐵C55型之设计。而且为了调车倒车行驶向后瞭望，煤水车两侧、后端之高度均有降低。
二战结束后这些机车被中国铁道部编为ㄆㄌ2型，1959年改用汉语拼音命名为PL2型，并沿用至今。1958年，济南机车厂在ㄆㄌ2型机车的基础上研制出跃进型蒸汽机车，但有铁路迷人士的目击记录称一些跃进型机车使用了PL2型机车的车号。

## 保存
- PL2-248：退役前配属于鞍山鋼鐵集團，退役后送往日本茨城县筑波未来市喜乐山公园静态展示[5]